# 李湘 (明朝)
李湘（1383年—1439年），字永怀，明朝江西泰和（今江西省泰和县）人。
李湘以貢生卒业国子监。永乐年间，由国子生理刑都察院。因有才升为东平州知州。有善政。城东有大村坝，源出泰山，大雨则为民患，上奏请发丁夫筑堤。东平州及所辖五县，田地多荒芜，督民开垦辟，公私富实。将解任，民众请求他留任，明成祖应允。奸人诬告他苛敛民财，县民千余人，向巡按御史和布、按二司，力白其冤，耆老七十复奔京师，揭发奸人诬陷的情况，于是复官。知东平州十余年，为官清廉，训诫吏民如同家人。升怀庆府知府。东平百姓扶老携幼，泣送数十里。在怀庆裁制军卫，民得安居。任官三年去世。